# Ancuța Bobocelová
Ancuța Bobocelová (nepřechýleně Ancuța Bobocel, * 3. října 1987 Drobeta-Turnu Severin, Mehedinți, Rumunská socialistická republika) je rumunská atletka, běžkyně, která se specializuje na střední tratě. Její hlavní disciplínou je především běh na 3000 metrů překážek. V halových sezónách startuje převážně v bězích na 1500 a 3000 metrů.

## Sportovní kariéra

### Juniorské úspěchy
Jeden z prvních úspěchů na mezinárodní scéně zaznamenala v roce 2003 na juniorském mistrovství Evropy ve finském Tampere, kde si doběhla v závodě na 2000 metrů překážek pro stříbrnou medaili. Zlato získala její krajanka Catalina Opreaová, jež zvítězila o více než 10 sekund. O rok později vybojovala stříbro rovněž na MS juniorů v italském Grossetu, kde byl závod juniorek na 3000 m překážek na programu vůbec poprvé.
V roce 2005 se podruhé zúčastnila evropského juniorského šampionátu, a znovu skončila na stříbrné pozici. Sbírku stříbrných medailí rozšířila na následujícím MSJ 2006 v Pekingu. Ve finále nestačila pouze na Keňanku Caroline Tuigongovou, jež závod absolvovala bosá. I přesto dokázala vylepšit rekord šampionátu, když cílem proběhla v čase 9:40,95. Bobocelová si vylepšila osobní rekord na 9:46,19.

### 2007–2010

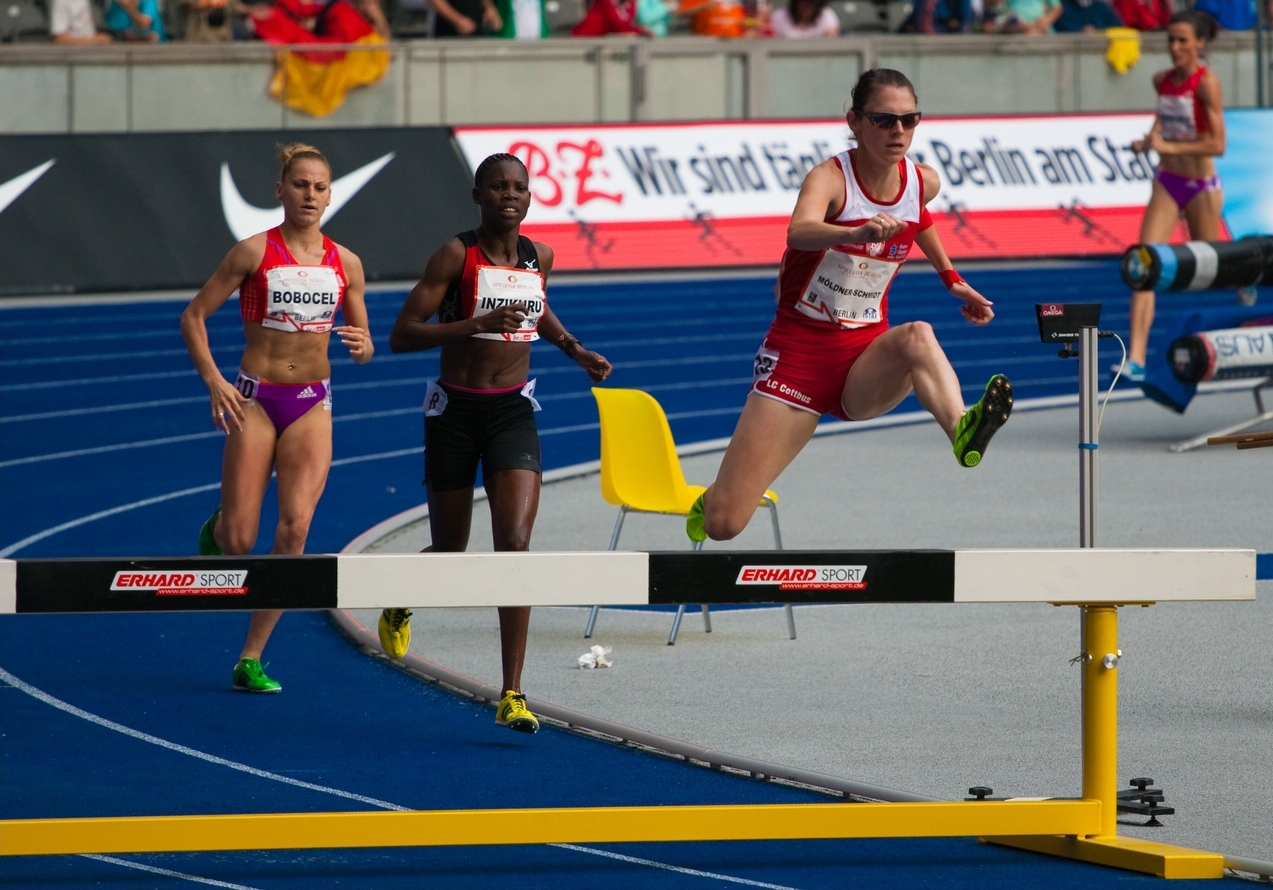
Ancuța Bobocelová na mítinkku ISTAF 2012 v Berlíně

V roce 2007 startovala na halovém ME v Birminghamu, kde v závodě na 3000 metrů doběhla na 11. místě. Na evropském šampionátu do 23 let v Debrecínu rozšířila svoji sbírku stříbrných medailí, když ve finále steeplu prohrála s Polkou Kowalskou. Na MS v atletice 2007 v japonské Ósace obsadila ve druhém rozběhu 7. místo, což k postupu do finále nestačilo. V rozběhu skončila také na letních olympijských hrách 2008 v Pekingu.
Na halovém evropském šampionátu v Turíně v roce 2009 znovu startovala v běhu na 3000 metrů. V rozběhu se umístila na celkovém 11. místě a postoupila do finále. V něm doběhla na osmé pozici v novém osobním rekordu 8:59,78. V letní sezóně uspěla na světové letní univerziádě v Bělehradě, kde 10. července získala stříbrnou medaili ve steeplu (9:38,14). O několik dní později, 19. července se na této trati stala v litevském Kaunasu mistryní Evropy do 23 let. Pro titul si doběhla nikým neatakovaná v čase 9:47,90. Stříbro získala Němka Julia Hillerová (9:57,44) a bronz její krajanka Susanne Lutzová (10:01,87). Na Mistrovství světa v atletice 2009 v Berlíně se na olympijském stadionu do finále z rozběhu neprobojovala. Sezónu završila začátkem října zlatou medailí na Frankofonních hrách v libanonském Bejrútu, kde trať zdolala za 10:05,01.
Na halovém MS 2010 v katarském Dauhá si v rozběhu vylepšila osobní rekord na tříkilometrové trati na 8:54,08. I přesto do finále nepostoupila. Úspěšnější byla na ME v atletice v Barceloně, kde v rozběhu obsadila desátou pozici. Finálový závod ve steeplu dokončila výkonem 9:41,20 na 9. místě. Od bronzové pozice byla vzdálena necelých dvanáct sekund a na mistryni Evropy, Rusku Juliju Zarudněvovou v cíli ztratila více než 23 sekund.

### Krosové běhy
Úspěšně se věnuje také krosovým běhům. Na mistrovství Evropy v krosu v nizozemském Tilburgu v roce 2005 vybojovala v juniorské kategorii zlatou medaili na trati o celkové délce 4830 metrů. Na předchozím evropském šampionátu v krosu v německém Heringsdorfu vybojovala na trati dlouhé 3,64 km stříbrnou medaili. Mezi juniorkami startovala také na ME v krosu 2006 v italském městě San Giorgio su Legnano, kde na trati dlouhé 4100 m doběhla na bronzové pozici.
Další úspěch zaznamenala na evropském krosovém šampionátu ve Španělsku (město Toro) v roce 2007. Zde zvítězila na trati 6700 m v kategorii žen do 22 let, když trať zaběhla v čase 22:35. Stříbro získala Adrienne Herzogová z Nizozemska, jež doběhla o dvě sekundy později a bronz Polka Katarzyna Kowalská, která na Rumunku ztratila devět sekund. Na ME v krosu 2008 v Bruselu doběhla na šestikilometrové trati na 5. místě (kategorie do 22 let).